# Opiter Verginius Tricostus
Opiter Verginius Tricostus a Római Köztársaság patríciusa. I. e. 502-ben consuli hivatalt viselt. 

## Élete
Apját szintén Opiter Verginius Tricostusnak hívták.
I. e. 502-ben Spurius Cassius Vecellinusszal együtt consullá választották. A Verginia nemzetségből ő volt az első, aki ilyen magas tisztséget nyert el. 
Ebben az évben is folytatódott az előző évben kirobbant háború az auruncusokkal, aminek tétje két latin colonia, Pometia és Cora hovatartozása volt. A két consul ostrom alá vette Pometiát. A védők meglepetésszerűen kitámadtak, felgyújtották az ostromgépeket és sok rómait megöltek és megsebesítettek. Az egyik consul (Livius nem tudja megmondani melyikük) is súlyos sebet kapott, lecsúszott a lováról és majdnem megölték. A rómaiak feladták az ostromot, de miután a consul felgyógyult és a sereget jelentősen megerősítették, ismét megtámadták Pometiát. A város ezúttal megadta magát, de olyan kegyetlen bánásmódban részesült, mintha elfoglalták volna: vezetőit lefejezték, lakosait eladták rabszolgának, épületeit lerombolták. A két consul ezután diadalmenetet tartott. A Fasti Triumphales csak Cassius diadalmenetét jegyezte fel.
A megbízhatatlannak tartott Sextus Rufus szerint azon kilenc patrícius között volt, akiket i. e. 486-ban volt consultársával, Cassiusszal való összeesküvés vádjával kivégeztek. Tekintve hogy ez Opiter fia, Proculus consulsága idején történt volna, az állítás óvatossággal kezelendő.
A következő nemzedékből négy olyan consul is ismert, akikről feltételezhető, hogy Opiter Verginius fiai voltak: Proculus Verginius Tricostus Rutilus (consul i. e. 486-ban), Titus Verginius Tricostus Rutilus (i. e. 479), Opiter Verginius Tricostus Esquilinus (i. e. 478) és Aulus Verginius Tricostus Rutilus (i. e. 476).

## Fordítás
- Ez a szócikk részben vagy egészben  az   Opiter Verginius Tricostus című angol Wikipédia-szócikk ezen változatának fordításán alapul.  Az eredeti cikk szerkesztőit annak laptörténete sorolja fel. Ez a jelzés csupán a megfogalmazás eredetét és a szerzői jogokat jelzi, nem szolgál a cikkben szereplő információk forrásmegjelöléseként.

| Elődei: Agrippa Menenius Lanatus és P. Postumius Tubertus II | Consul i. e. 502 collega: Spurius Cassius Vecellinus | Utódai: Postumus Cominius Auruncus és T. Larcius |